# Ново-Село (Чазма)
45°43′ пн. ш. 16°42′ сх. д. / 45.72° пн. ш. 16.70° сх. д.
Ново-Село (хорв. Novo Selo) — населений пункт у Хорватії, у Б'єловарсько-Білогорській жупанії у складі міста Чазма.

## Населення
Населення за даними перепису 2011 року становило 48 осіб.
Динаміка чисельності населення поселення: